# Neoarius berneyi
Neoarius berneyi es una especie de pez de la familia Ariidae en el orden de los Siluriformes.

## Morfología
• Los machos pueden llegar alcanzar los 45 cm de longitud total.

## Alimentación
Come  plantas acuáticas, crustáceos  bentónicos,  larvas de insectos, detritus del fondo.

## Distribución geográfica
Se encuentran en Nueva Guinea y al norte de Australia.